# ویلسون رایموندو جونیور

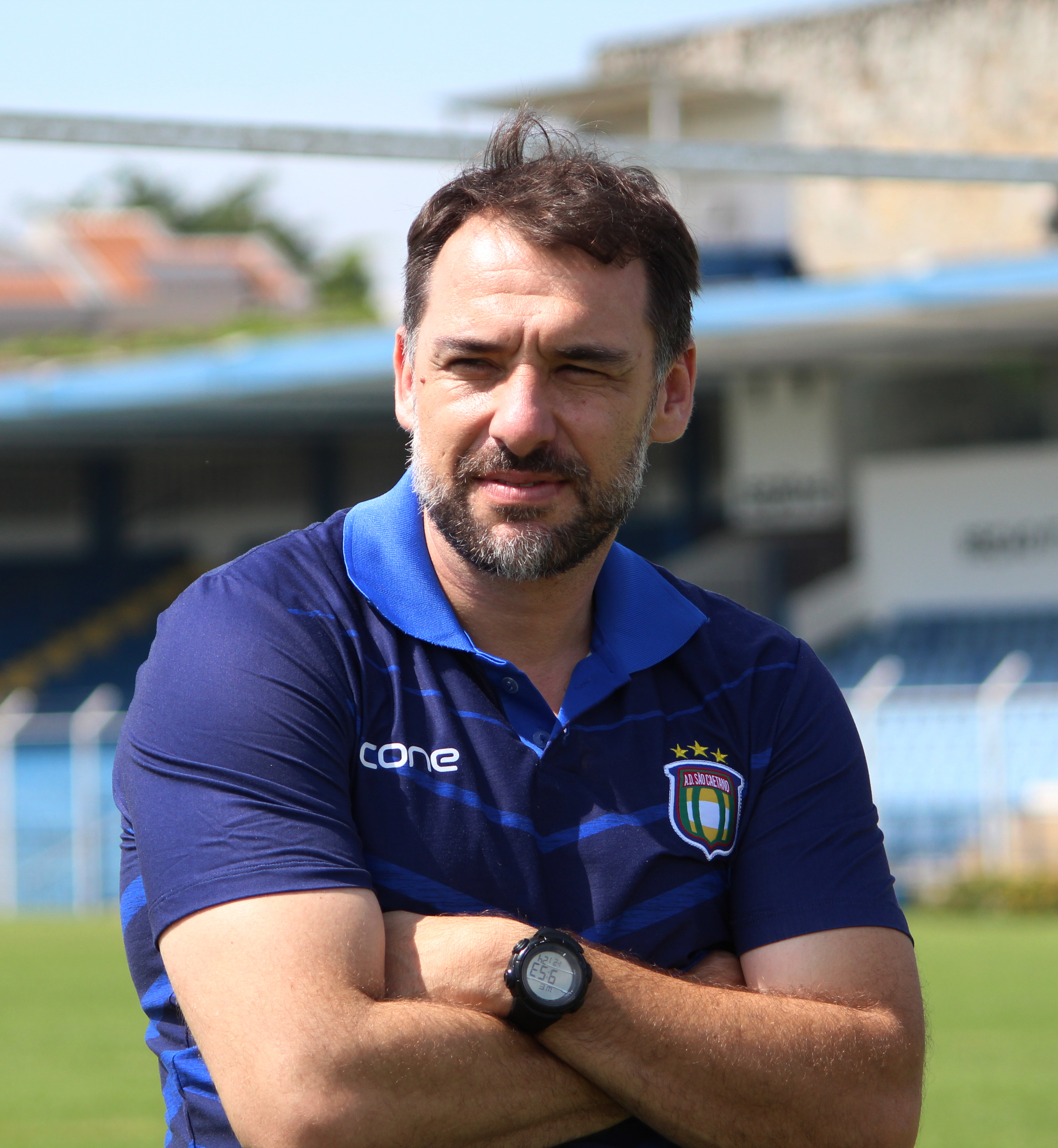
ویلسون رایموندو جونیور - ۲۰۲۱

ویلسون رایموندو جونیور (به پرتغالی: Wilson Raimundo Júnior) دروازه‌بان اهل برزیل است که در شهر سائوبرناردو دو کامپو و در تاریخ ۲۷ اکتبر ۱۹۷۶ به دنیا آمده‌است.
ویلسون رایموندو جونیور در تیم‌های فوتبال کورینتیانس سابقهٔ حضور دارد.